# Therion nigripes
Therion nigripes là một loài tò vò trong họ Ichneumonidae.